# Amedeo VI di Savoia
Amedeo VI di Savoia, soprannominato il Conte Verde (Chambéry, 4 gennaio 1334 – Santo Stefano di Campobasso, 1º marzo 1383), fu Conte di Savoia e Conte d'Aosta e Moriana dal 1343 al 1383. 

È stato il fondatore della più alta onorificenza sabauda, tra le più prestigiose e antiche al mondo: l'Ordine Supremo della Santissima Annunziata.

## Origine
Amedeo, secondo Samuel Guichenon, era il figlio primogenito di Aimone di Savoia, detto il Pacifico, Conte di Savoia e Conte d'Aosta e Moriana e della moglie, Violante Paleologa, che, sempre secondo Samuel Guichenon, era figlia di Teodoro I del Monferrato, principe di Bisanzio e marchese del Monferrato, e della moglie, Argentina Spinola, che, secondo il Rerum Italicarum scriptores, volume XI era figlia del Capitano del Popolo di Genova, Opizzino Spinola, e della moglie, Violante di Saluzzo.
Aimone di Savoia, secondo lo storico francese Samuel Guichenon nel suo Histoire généalogique de la royale maison de Savoie, era il figlio maschio terzogenito di Amedeo V, Conte di Savoia, d'Aosta e di Moriana, e della sua prima moglie, Sibilla o Simona di Baugé, che sempre secondo la Samuel Guichenon era l'unica figlia del signore di Baugé e della Bresse, Guido II di Baugé, mentre per quanto riguarda la madre tra gli storici non vi è concordanza, ma fu Dauphine di Saint-Bonnet e non Beatrice del Monferrato, figlia di Guglielmo VI del Monferrato; la conferma che la madre di Sibilla fu Dauphine ci è data da due documenti del Titres de la maison ducale de Bourbon, il nº 595, in cui Dauphine (Dauphine dame de Saint-Bonnet) si cita come la madre di Sibilla moglie di Amedeo di Savoia (mariage de sa fille Sibille avec Amedée de Savoie) e il documento nº 607, in cui Dauphine (Dauphine dame de Saint-Bonnet le Château, femme de Pierre de la Roue chevalier) viene citata come madre di Sibilla (Sibille femme d´Amedée de Savoie), la quale Dauphine, ancora secondo Samuel Guichenon, era figlia di Renato di Lavieu, Signore di Saint-Bonnet, di Miribel et di Jordaine (fille unique et héritière de René de Lavieu, chevalier, seigneur de Saint-Bonnet et de Miribel et de Jordaine) e della moglie (sa femme).

## Biografia

### Infanzia e reggenza
Amedeo nacque a Chambéry il 4 gennaio 1334.
Nel 1337, come viene confermato dagli Archivi di Stato, suo padre Aimone ricevette gli ambasciatori del Re di Boemia e Conte di Lussemburgo, Giovanni I di Boemia, che proponevano il fidanzamento di Amedeo con la nipote, Margherita, figlia del futuro imperatore, Carlo. L'anno successivo fu redatto un trattato di matrimonio di Amedeo con Margherita. Il trattato non ebbe seguito.
Amedeo, quando aveva circa 8 anni, rimase orfano di madre; in attesa del quinto figlio, il 14 dicembre 1342, sua madre, Violante (Domina Yolanda de Monteferrato comitissa Sabaudiæ conjuxque principi illustris magnifici domini Aymonnis comitis Sabaudiæ), fece testamento, in cui stabilì di essere sepolta nell'Abbazia di Altacomba (in ecclesiæ Altæ Combæ), ed inoltre destinò alcuni lasciti ai figli, Giovanni (Joannem carissimum filium suum), Bianca (Blancham filiam suam), Ludovico (filium suum posthumum si nascatur ex ea) e Amedeo (Amedeum carissimum filium suum primogenitum). Sua madre, Violante morì, non si sa se prima, durante o dopo il parto, il 24 dicembre 1342, e venne inumata nell'Abbazia di Altacomba.
Dopo circa sei mesi, anche suo padre, Aimone morì; all'inizio del 1343, fu colpito da una improvvisa grave malattia e, prima di morire, in data 11 giugno 1343, redasse il suo testamento, in cui chiedeva di essere sepolto ad Altacomba (ecclesiam B. Mariæ de Alta-Comba), e ricordando di aver risolto definitivamente, con il sigillo del re di Francia, il problema della successione nella contea di Savoia, dichiarava suoi eredi i tre figli legittimi, ancora in vita Bianca (filiam suam Blanchiam), Giovanni (Joannem eius filium secundo genitum) e Amedeo (Amedeum filium suum primogenitum).
Aimone morì il 22 giugno 1343 a Montmélian e fu sepolto presso l'Abbazia di Altacomba.
Amedeo, che non aveva ancora 10 anni, succedette al padre, Aimone, come Amedeo VI, sotto la reggenza dei cugini, Luigi II di Vaud e Amedeo III di Ginevra, che ressero la contea fino alla maggiore età di Amedeo.
Nel 1344, era morta la cugina di Amedeo, Giovanna, che, alla morte del padre, il conte di Savoia, Edoardo il Liberale, aveva avanzato delle pretese sulla contea, appianate da Aimone, nel 1339, che, nel suo testamento, aveva dichiarato suo erede universale il cugino Filippo d'Orléans (Erede universale Filippo Figlio del Re di Francia di Lei Cugino); Filippo d'Orléans, come erede di Giovanna, avanzò delle pretese e, nel 1346, si presentò a reclamare ciò che gli spettava a mano armata; i reggenti trovarono un accordo, cedendogli due castelli, elargendogli una pensione annua di 2.000 livres, e la promessa di fornirgli un contingente di soldati.
Nel maggio del 1347, auspice Papa Clemente VI, sua sorella, Bianca, fu promessa al Delfino Umberto II de la Tour-du-Pin, che non aveva un legittimo erede, reduce da una crociata in Terra santa e praticamente in bolletta, in cambio di una dote di 120.000 fiorini: il matrimonio avrebbe così risanato le casse del Delfinato e consentito un rafforzamento delle due signorie. Tuttavia la cosa non piacque ai francesi: le pressioni del re di Francia Filippo VI di Valois, costrinsero Umberto a rinunciare al matrimonio ed a cedere la sua signoria alla corona di Francia (1349).; il contratto di matrimonio tra Umberto e Bianca è riportato nella Histoire de Dauphiné, tome II, documento n° CCLI; la trattativa fu ripresa, senza successo, nel 1348.
Nel 1347, come viene confermato dagli Archivi di Stato, fu redatto un contratto di matrimonio tra Amedeo VI e Giovanna di Borgogna, figlia del defunto, Filippo di Borgogna, conte di Alvernia e di Boulogne; il contratto è riportato nelle Preuves de l'Histoire généalogique de la royale maison de Savoie. Il matrimonio però fu contrastato dal re di Francia, sino al punto che il patrigno di Giovanna, il re di Francia, Giovanni il Buono, nel 1354, annullò il fidanzamento.
Giovane scaltro e intraprendente, Amedeo VI partecipò in gioventù a numerosi tornei, nei quali era solito sfoggiare abiti, bardature e vessilli di colore verde, tanto che venne appunto soprannominato "Il Conte Verde". Era semplice per i sudditi riconoscere il loro conte: anche quando salì al trono, continuò a vestirsi con quel colore.
Oltre che un valoroso combattente, Amedeo godette anche di una fama di dongiovanni: su di lui fiorirono molte leggende, tra le quali spicca la sibillina scritta FERT, che spiccava sull'emblema dell'Ordine Cavalleresco del Collare, da lui fondato.
Amedeo, dopo aver firmato, nel 1355, con il re di Francia Giovanni il Buono ed il figlio, il delfino (il Delfinato di Vienne, nel 1349, al quale ambivano anche i conti di Savoia, era stato venduto da Umberto II del Viennois al re di Francia, Filippo VI di Valois, per il primogenito, con la clausola che dovesse rimanere un feudo del Sacro Romano Impero), Carlo I (futuro re con il nome di Carlo V di Francia) il vantaggioso Trattato di Parigi dove con uno scambio di territori, venivano costituiti dei chiari confini tra il Delfinato e la Savoia, concedendo a quest'ultima ampi territori nelle zone oltre lo spartiacque alpino.
Dopo il Trattato di Parigi vi fu una lettera di conferma da parte di Giovanni il Buono, che confermava la rottura del fidanzamento di Amedeo e Giovanna.
Nel frattempo, Amedeo VI si era premurato di chiedere in matrimonio la figlia del secondo duca di Borbone, Pietro I di Borbone, come da documento riprodotto nelle Preuves de l'Histoire généalogique de la royale maison de Savoie.

### Le imprese militari
Il Trattato di Parigi aveva fatto di Amedeo un alleato della Francia contro l'Inghilterra (oltre che cognato del futuro Carlo V di Francia): così Amedeo VI vide l'unica possibilità di espansione per la sua contea nelle terre italiane. Insieme al Monferrato, che al tempo conosceva un periodo particolarmente florido, divise le terre angioine della cosiddetta contea del Piemonte.
L'11 maggio 1365, l'Imperatore del Sacro Romano Impero, Carlo IV di Lussemburgo, a Chambéry lo nominò vicario imperiale per la Savoia, parte del Piemonte e diverse diocesi dell'attuale Svizzera occidentale e Amedeo lo scortò sino ad Arles, dove Carlo IV fu incoronato re del regno di Arles o delle due Borgogne.
Ad una fortunata politica estera in Piemonte dunque, che portò all'annessione di Cuneo, Santhià e Biella, Amedeo affiancò una saggia politica interna.
Nel 1359, la cugina, Baronessa del Vaud, Caterina di Savoia-Vaud, indebitata, aveva venduto ad Amedeo VI ogni suo diritto sul Vaud, per una cifra di 160.000 fiorini d'oro. In questo modo il Vaud ritornò tra i possedimenti del ramo primigenio di Casa Savoia.
Secondo Samuel Guichenon, a causa di una spedizione contro Ivrea, fatta, nel 1356, da suo cugino, il Signore di Piemonte, Giacomo di Savoia-Acaia, quest'ultimo era stato dichiarato decaduto dai suoi titoli da Amedeo VI e mosse apertamente guerra contro di lui e ne occupò il principato; Giacomo che si era arroccato in Pinerolo, nel 1360, fu dichiarato traditore, venne catturato a Pinerolo e arrestato mentre il figlio ed erede, Filippo si rifugiò ad Alessandria: la vittoria del conte di Savoia fu totale, e Giacomo ottenne la libertà, solo tre anni dopo. Amedeo VI riuscì a convincere Giacomo a diseredare il figlio primogenito, Filippo (dominus Philippus de Sabaudia eius natus), definendolo ingrato e non meritevole (ingratus et immeritus), destinare la successione solo ai figli avuti dalla sua terza moglie, Margherita di Beaujeu, i fratellastri di Filippo, Amedeo e Ludovico, che furono tutelati da Amedeo contro Filippo che non aveva accettato la sua esclusione dalla successione e che fu assediato a Fossano nell'agosto del 1368, dove egli venne catturato e poi messo a morte verso la fine di quell'anno.
Sotto il suo governo il Piemonte conobbe un periodo di splendore e di gloria mai visti prima dai tempi di Arduino d'Ivrea.

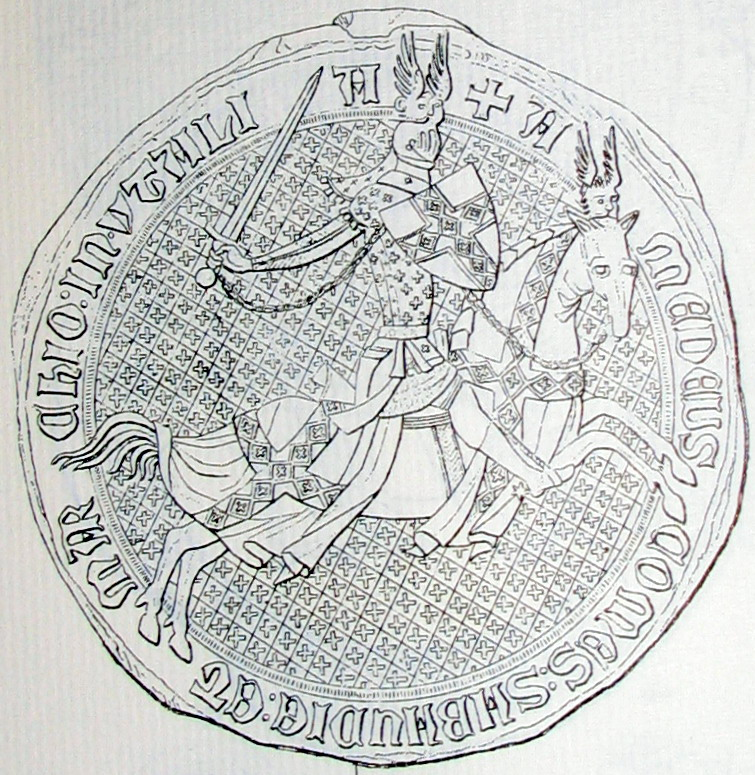
Sigillo del Conte Verde

La fama di questo valoroso conte, valicò i confini italiani: Amedeo partecipò alle guerre in Oriente (1358-1372 circa), combattendo Bulgari e Turchi per conto del cugino Giovanni V Paleologo nella crociata sabauda; liberò questo dalla prigionia dello zar bulgaro, Ivan Alessandro di Bulgaria, per cui riconquisterà Gallipoli, ed in seguito rivendicherà anche il trono dell'impero bizantino.
Nel 1368, Amedeo aiutò la zia della moglie, Maria di Clermont, vedova di Roberto di Taranto, pretendente al trono dell'Impero latino e titolare del Principato di Taranto e del Principato di Acaia, nella guerra in Acaia riuscendo a ottenere un accordo tra le due parti in lotta
Durante lo scisma d'occidente, Amedeo fu sostenitore di Roberto di Ginevra (Clemente VII), nipote di Agnese di Savoia, contro papa Urbano VI. E insieme alle truppe di Bernabò Visconti, capitanate da Tommaso Pascalis, fece guerra alle compagnie di ventura inglesi che devastavano città e campagne..
Rinomato in tutta Europa per il suo valore e per la sua saggezza, Amedeo VI fu anche arbitro nelle contese delle guerre di allora: decisivo fu il suo intervento nella Guerra di Chioggia per la stipula di un trattato tra Genova e Venezia, la pace di Torino.
Accorso in aiuto del re di Napoli, Luigi II d'Angiò, morì di peste a Santo Stefano di Campobasso il 1º marzo 1383 e venne sepolto nell'Abbazia di Altacomba , come da lui (Dominus Amedeus comes Sabaudiæ princeps, dux Chablasii et Augustæ, et in Italia Marchio) richiesto (in ecclesia abbatiæ Altæ-combæ) nel testamento, datato 27 febbraio 1383, redatto prima di morire, dove inoltre dichiara suo erede il figlio, Amedeo (Amedeus de Sabaudia eius filius), sotto tutela della moglie, Bona di Borbone (illustrem consortem suam carissimam dominam Bonam de Borbonio).
Ad Amedeo VI succedette il figlio, Amedeo, come Amedeo VII, con l'appoggio della madre, Bona di Borbone.

## Eredità politica di Amedeo VI

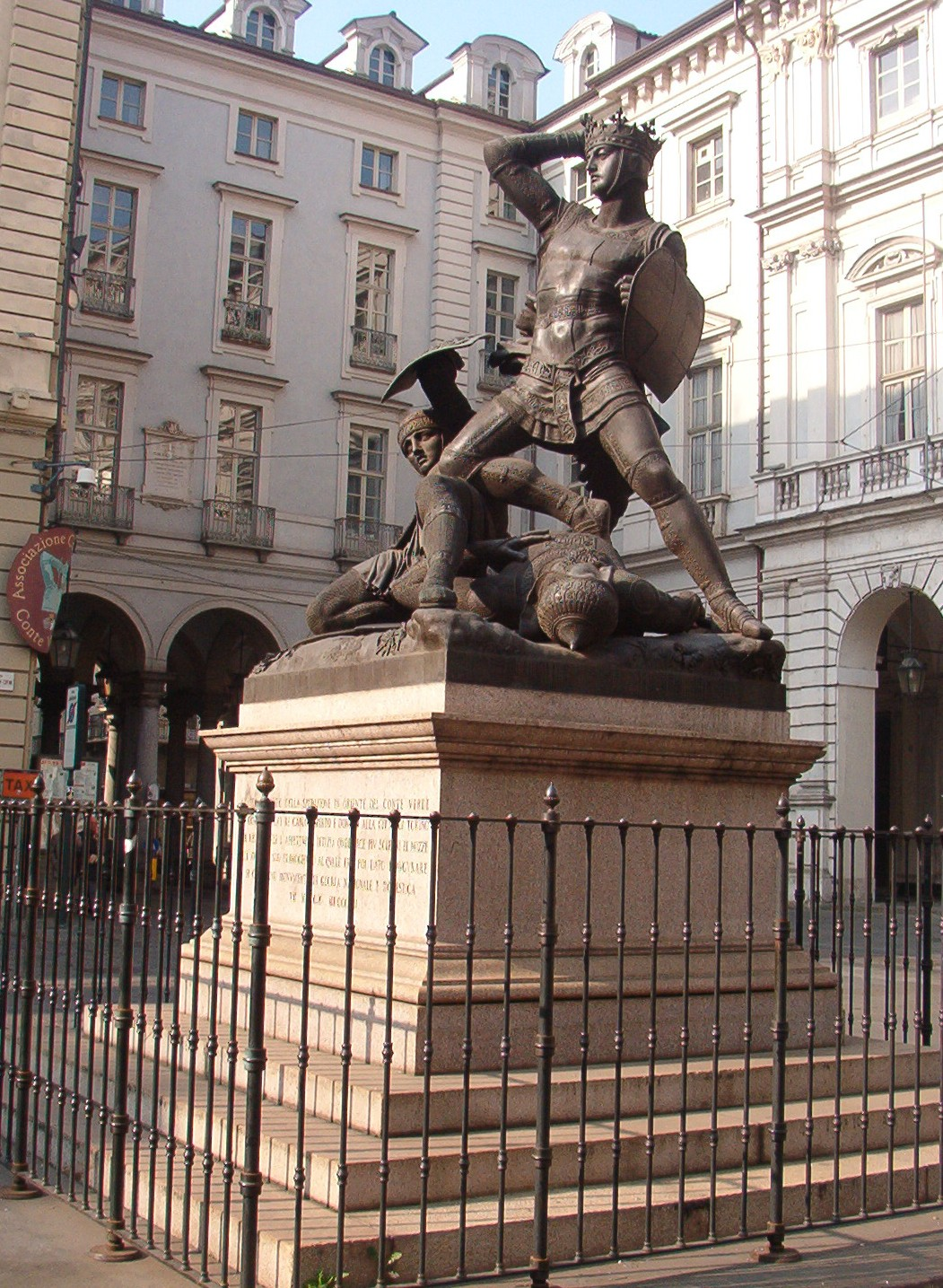
Statua di Amedeo VI in Piazza Palazzo di Città a Torino. Si tratta di un monumento eretto in memoria della spedizione in Oriente del Conte Verde.

Il Conte Verde lasciò un'impronta indelebile nello stato sabaudo. Riportò il Paese ad un ruolo di egemonia, attraverso importanti campagne militari ed una saggia politica. Tuttavia, anche a causa delle imprese militari, dovette sostenere forti spese, tanto da ricorrere a prestiti da parte di banchieri, come nel caso, nel 1373, della cifra di 8.000 ducati, ottenuti da Bonaventura Consiglio e socio, che tenevano banco a Forlì, offrendo come garanzia la sua corona e altri valori. Di questa difficile situazione economica risentirà anche il successore, Amedeo VII.
Nel 1360 concesse alla città di Torino, in cambio della promessa di fedeltà, una ampia autonomia tramite franchigie, e l'emanazione di statuti che ne regolavano l'autogoverno, per sottrarla alle mire del cugino principe Giacomo d’Acaia. Gli statuti e le franchigie furono raccolte nel Libro degli Statuti della città di Torino detto Codice della Catena, un volume pergamenaceo custodito ancora oggi presso l'Archivio Storico della Città . 
Il suo nome rimane ancora oggi legato al cosiddetto Ordine del Collare, oggi Ordine dell'Annunziata. In seguito il Collare dell'Annunziata venne attribuito a tutti coloro che avessero reso alti servigi allo stato: venivano considerati cugini del re.

## Matrimonio e discendenza
Amedeo, nel 1355, aveva sposato una donna energica e capace, che avrebbe retto lo stato nei lunghi periodi in cui il marito era assente per le guerre, Bona di Borbone, figlia del secondo duca di Borbone, Pietro I di Borbone e di Isabella di Valois; il matrimonio viene confermato anche dalla Cronicas de los reyes Castilla: Cronica del rey don Pedro, in cui si ricorda che due sorelle di Bona, Bianca era moglie del re di Castiglia e León, Pietro I, e Giovanna (1338-1378), era la moglie di Carlo, l'erede del trono di Francia.
Amedeo VI da Bona, ebbe tre figli:
- una figlia deceduta appena nata nel 1358, che non è citata da Samuel Guichenon[54]
- Amedeo, suo successore negli stati sabaudi, citato nel testamento del padre[47]
- Luigi (1362 † 1365)[54]

Amedeo inoltre da tre diverse amanti, ebbe tre figli
- Antonio (1352 † 1374), che non è citato da Samuel Guichenon[54]
- Giovanna[54]
- Antonietta[54].

## Il blu Savoia

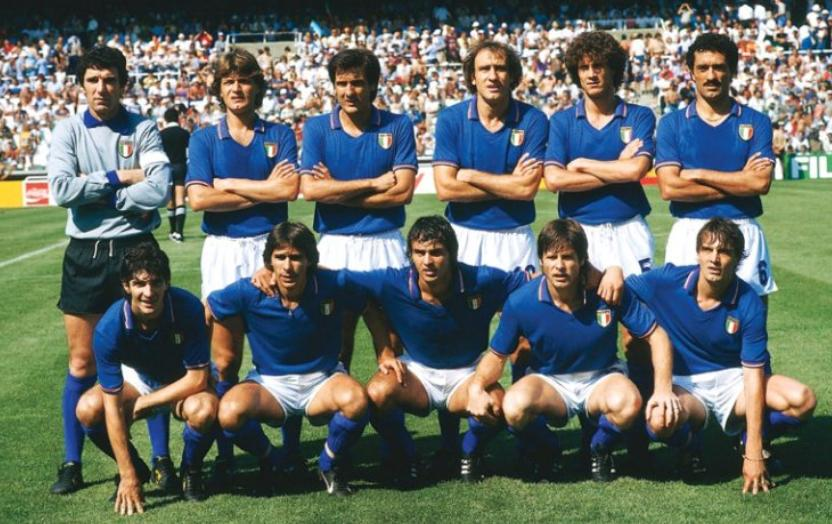
Formazione del 1982 della Nazionale di calcio dell'Italia, con la classica maglia azzurra

L'origine del blu Savoia, colore nazionale italiano, sembra sia legato a Amedeo VI di Savoia. Il 20 giugno 1366, prima di partire per una crociata voluta da papa Urbano V e organizzata per prestare aiuto all'imperatore bizantino Giovanni V Paleologo, cugino di parte materna del conte sabaudo, Amedeo VI volle che sulla nave ammiraglia della flotta di 17 navi e 2000 uomini, una galea veneziana, sventolasse, accanto allo stendardo rosso-crociato in argento dei Savoia, una bandiera azzurra:
(Luigi Cibrario cit. in Carlo Alberto Gerbaix De Sonnaz "Bandiere stendardi e vessilli di Casa Savoia, dai Conti di Moriana ai Re d'Italia (1200-1861)" (Torino, 1911))
Non è sicuro che l'uso di vessilli azzurri sia iniziato con Amedeo VI o fosse invece precedente; in ogni caso le più antiche bandiere sabaude pervenuteci, che risalgono al 1589, presentano i colori rosso, bianco (e cioè i colori dello stemma della dinastia) e azzurro. L'azzurro di Casa Savoia, con il passare dei secoli, accrebbe sempre di più la sua importanza fino a diventare, in occasione dell'unità d'Italia (1861), il colore nazionale italiano, tonalità mantenuta anche dopo la nascita della Repubblica Italiana (1946). Una bordatura blu Savoia è stata infatti inserita sull'orlo dello stendardo presidenziale italiano e l'utilizzo della sciarpa azzurra per gli ufficiali delle forze armate italiane e della maglia azzurra per le Nazionali sportive italiane è stato mantenuto anche in epoca repubblicana.

## Amedeo VI di Savoia in letteratura
- È un personaggio di rilievo del romanzo La luce di Orione di Valerio Evangelisti.

## Ascendenza
|                          |                        |                          | Genitori                       |  |  | Nonni |  |  | Bisnonni             |  |  | Trisnonni           |  |
|                          |                        |                          |                                |  |  |       |  |  | Tommaso II di Savoia |  |  | Tommaso I di Savoia |  |
|                          |                        |                          |                                |  |  |       |  |  | Tommaso II di Savoia |  |  | Tommaso I di Savoia |  |
|                          |                        | Margherita di Ginevra    |                                |  |  |       |  |  | Tommaso II di Savoia |  |  |                     |  |
| Amedeo V di Savoia       |                        |                          |                                |  |  |       |  |  | Tommaso II di Savoia |  |  |                     |  |
|                          |                        | Beatrice Fieschi         | Teodoro III Fieschi di Lavagna |  |  |       |  |  |                      |  |  |                     |  |
|                          |                        | Beatrice Fieschi         | Teodoro III Fieschi di Lavagna |  |  |       |  |  |                      |  |  |                     |  |
|                          |                        | Beatrice Fieschi         | Simona della Volta             |  |  |       |  |  |                      |  |  |                     |  |
| Aimone di Savoia         |                        | Beatrice Fieschi         |                                |  |  |       |  |  |                      |  |  |                     |  |
|                          |                        | Guido II di Baugé        | Renaud IV de Baugé             |  |  |       |  |  |                      |  |  |                     |  |
|                          |                        | Guido II di Baugé        | Renaud IV de Baugé             |  |  |       |  |  |                      |  |  |                     |  |
|                          |                        | Guido II di Baugé        | Sibylle de Beaujeu             |  |  |       |  |  |                      |  |  |                     |  |
| Sibilla de Baugé         |                        | Guido II di Baugé        |                                |  |  |       |  |  |                      |  |  |                     |  |
|                          |                        | Beatrice di Monferrato   | Guglielmo VI del Monferrato    |  |  |       |  |  |                      |  |  |                     |  |
|                          |                        | Beatrice di Monferrato   | Guglielmo VI del Monferrato    |  |  |       |  |  |                      |  |  |                     |  |
|                          |                        | Beatrice di Monferrato   | Berta di Clavesana             |  |  |       |  |  |                      |  |  |                     |  |
| Amedeo VI di Savoia      |                        | Beatrice di Monferrato   |                                |  |  |       |  |  |                      |  |  |                     |  |
|                          | Andronico II Paleologo | Michele VIII Paleologo   |                                |  |  |       |  |  |                      |  |  |                     |  |
|                          | Andronico II Paleologo | Michele VIII Paleologo   |                                |  |  |       |  |  |                      |  |  |                     |  |
|                          | Andronico II Paleologo | Teodora Ducena Vatatzina |                                |  |  |       |  |  |                      |  |  |                     |  |
| Teodoro I del Monferrato | Andronico II Paleologo |                          |                                |  |  |       |  |  |                      |  |  |                     |  |
|                          |                        | Violante di Monferrato   | Guglielmo VII del Monferrato   |  |  |       |  |  |                      |  |  |                     |  |
|                          |                        | Violante di Monferrato   | Guglielmo VII del Monferrato   |  |  |       |  |  |                      |  |  |                     |  |
|                          |                        | Violante di Monferrato   | Beatrice di Castiglia          |  |  |       |  |  |                      |  |  |                     |  |
| Violante Paleologa       |                        | Violante di Monferrato   |                                |  |  |       |  |  |                      |  |  |                     |  |
|                          |                        | Opizzino Spinola         | Corrado Spinola                |  |  |       |  |  |                      |  |  |                     |  |
|                          |                        | Opizzino Spinola         | Corrado Spinola                |  |  |       |  |  |                      |  |  |                     |  |
|                          |                        | Opizzino Spinola         | Argentina Fieschi              |  |  |       |  |  |                      |  |  |                     |  |
| Argentina Spinola        |                        | Opizzino Spinola         |                                |  |  |       |  |  |                      |  |  |                     |  |
|                          |                        | Violante di Saluzzo      | Tommaso I di Saluzzo           |  |  |       |  |  |                      |  |  |                     |  |
|                          |                        | Violante di Saluzzo      | Tommaso I di Saluzzo           |  |  |       |  |  |                      |  |  |                     |  |
|                          |                        | Violante di Saluzzo      | Luigia di Ceva                 |  |  |       |  |  |                      |  |  |                     |  |
|                          |                        | Violante di Saluzzo      |                                |  |  |       |  |  |                      |  |  |                     |  |

### Esplicative
1. ↑  Non mancano le interpretazioni per decifrare questo crittogramma. Probabilmente si trattava soltanto di un ricordo di una vicenda galante del conte, e allora il significato sarebbe più o meno questo: "Reco con me le sue chiome bionde", tratto egualmente da una frase latina. Tra le altre frasi celebri del conte, v'è il motto fatto incidere nel suo stemma, sotto un leone accasciato: J'atans mon astre (Io attendo la mia stella), inteso come un atto di fiducia nel suo destino.

### Bibliografiche
1. ↑  https://books.google.com/books/about/Chi_l_ha_detto.html?hl=it&id=HW4b2ZIC3xkC
2. ↑  (FR)  Histoire généalogique de la royale maison de Savoie, pag 397
3. 1 2  (FR)  Histoire généalogique de la royale maison de Savoie, pag 396
4. ↑  (LA)  Rerum Italicarum scriptores, vol. XI, cap. XLII, colonna 208
5. ↑  (FR)  Histoire généalogique de la royale maison de Savoie, pag 367
6. 1 2 3  (FR)  Histoire généalogique de la royale maison de Savoie, pagg 364 - 366
7. ↑  Edouard Perroy, Les familles nobles du Forez au XIIIe siècle: essais de filiation, Volume 1, p.720
8. ↑  (FR)  Titres de la maison ducale de Bourbon, doc. 595, pag 111
9. ↑  (FR)  Titres de la maison ducale de Bourbon, doc. 607, pag 113
10. ↑  (FR)  Histoire de Savoie, pag 348, nota 1
11. ↑  (IT)  Sezione Corte → Matrimoni Real Casa di Savoia in Materie politiche per rapporto all'interno [Inventario n. 102] → Matrimoni → Amedeo figlio del conte Aimone di Savoia e Margherita figlia di Carlo figlio di Giovanni re di Boemia→ Fascicolo 1 → Matrimoni → Mazzo 5.2 → fascicoli 6.10
12. ↑  (IT)  Sezione Corte → Matrimoni Real Casa di Savoia in Materie politiche per rapporto all'interno [Inventario n. 102] → Matrimoni → Amedeo figlio del conte Aimone di Savoia e Margherita figlia di Carlo figlio di Giovanni re di Boemia → Fascicolo 2 → Matrimoni → Mazzo 5.2 → fascicoli 6.10
13. ↑  (LA)  Preuves de l'Histoire généalogique de la royale maison de Savoie, Testament d'Aymon, pagine 179 -181
14. ↑  (FR)  Histoire de la Maison de Savoie, Volume 1, pag 336
15. 1 2  (LA)  Preuves de l'Histoire généalogique de la royale maison de Savoie, Testament d'Aymon, pagine 170 -176
16. ↑  (FR)  Histoire généalogique de la royale maison de Savoie, pag 393
17. ↑  (FR)  Histoire généalogique de la royale maison de Savoie, pag 400
18. 1 2  (FR)  Histoire de Savoie, pag 348
19. ↑  (FR)  Histoire généalogique de la royale maison de Savoie, pag 383
20. ↑  (IT)  Sezione Corte → Testamenti de' sovrani, e principi della Real Casa di Savoia in Materie politiche per rapporto all'interno (Inventario n. 104) fascicoli 1-8 → Testamenti → Mazzo 2.2 → Fascicolo 10
21. ↑  (FR)  Histoire de la Maison de Savoie, Volume 1, pag 342
22. 1 2  Francesco Cognasso, I Savoia, pp. 135-136
23. ↑  (FR)  Histoire de Dauphiné, tome II, doc. CCLI, pagg 569 e 570
24. ↑  (FR)  Histoire de Dauphiné, tome II, doc. CCLI, pagg 570, nota
25. ↑  (IT)  Sezione Corte → Matrimoni Real Casa di Savoia in Materie politiche per rapporto all'interno [Inventario n. 102] → Matrimoni → Amedeo di Savoia e la principessa Giovanna figlia del defunto Filippo di Borgogna → Fascicolo 1 → Matrimoni → Mazzo 6.1 → fascicoli 1.6
26. ↑  (LA)  Preuves de l'Histoire généalogique de la royale maison de Savoie, Mariage d'Amè VI, pagine 220 -222
27. ↑  (FR)  #ES Histoire généalogique des ducs de Bourgogne de la maison de France, pagg. 120 e 121
28. ↑  Paul Fournier, Il regno di Borgogna o d'Arles dal XI al XV secolo, cap. XI, vol. VII, pag.402
29. ↑  Paul Fournier, Il regno di Borgogna o d'Arles dal XI al XV secolo, cap. XI, vol. VII, pag.402, nota 1
30. ↑  (FR)  Sezione Corte → Matrimoni Real Casa di Savoia in Materie politiche per rapporto all'interno [Inventario n. 102] → Matrimoni → Amedeo di Savoia e la principessa Giovanna figlia del defunto Filippo di Borgogna → Fascicolo 2 (Lettres de Iean de France) → Matrimoni → Mazzo 6.1 → fascicoli 1.6
31. ↑  (LA)  Preuves de l'Histoire généalogique de la royale maison de Savoie, Lettre d'Amè VI, pag. 222
32. ↑  Romolo Caggese, Italia, 1313-1414, cap. VII, vol. VI, pagg. 311 e 312
33. ↑  Paul Fournier, Il regno di Borgogna o d'Arles dal XI al XV secolo, cap. XI, vol. VII, pag.404
34. ↑  Caterina di Savoia Signora di Vaud nell'Enciclopedia Treccani
35. ↑  (FR)  Histoire généalogique de la royale maison de Savoie, pag 330
36. ↑  (FR)  Histoire généalogique de la royale maison de Savoie, pag 330 e 331
37. ↑  (LA)  Storia dei principi di Savoia del ramo d'Acaia, signori del Piemonte, Volume 2, doc. XXIX pagg 220 - 223
38. ↑  (FR)  Histoire généalogique de la royale maison de Savoie, pag 333
39. ↑  (FR)  Histoire généalogique de la royale maison de Savoie, pag 418
40. ↑  (EN)  The Latins in the Levant; a history of Frankish Greece (1204-1566), pagg 288 e 289
41. ↑  (FR)  Histoire généalogique de la royale maison de Savoie, pagg 423 e 424
42. ↑  Luigi Cibrario, Origini e progresso delle istituzioni della monarchia di Savoia, Torino 1855, p. 158
43. ↑  Romolo Caggese, Italia, 1313-1414, cap. VII, vol. VI, pagg. 312 e 313
44. ↑  Romolo Caggese, Italia, 1313-1414, cap. VII, vol. VI, pag. 315
45. ↑  (FR)  Histoire généalogique de la royale maison de Savoie, pag 426
46. ↑  Oggi nell'Abbazia, Mausoleo Sabaudo, restano le sole pietre tombali del Conte Verde, in quanto, durante la Rivoluzione Francese, l'edificio fu occupato dai giacobini, le tombe furono forzate e i suoi resti mortali, insieme a quelli di altri membri di Casa Savoia, furono distrutti.
47. 1 2  (LA)  Preuves de l'Histoire généalogique de la royale maison de Savoie, Testament d'Amè, pagine 216 -220
48. ↑  (FR)  Histoire généalogique de la royale maison de Savoie, pagg 430 e 431
49. ↑  https://www.museotorino.it/view/s/91e4e86845ee4db9b865d80a6de8b95a
50. ↑  (FR)  Histoire généalogique de la royale maison de Savoie, pag 428
51. ↑  (ES)  Cronicas de los reyes Castilla: Cronica del rey don Pedro, capitulo XV, pag 53
52. ↑  (EN)  Foundation for Medieval Genealogy: COMTES de SAVOIE et de MAURIENNE 1060-1417 - AMEDEE de Savoie
53. ↑  (EN)  Genealogy:Savoy 2 - Amedeo VI "il Conte Verde = the Green Count"
54. 1 2 3 4 5  (FR)  Histoire généalogique de la royale maison de Savoie, pag 429
55. ↑  Martinelli, p. 45.
56. ↑  Martinelli, p. 46.
57. ↑  Martinelli, p. 48.

### Fonti primarie
- (LA)  Rerum Italicarum scriptores. Tomus XI.
- (LA)  (FR)  Preuves de l'Histoire généalogique de la royale maison de Savoie, justifiée par titres, ..par Guichenon, Samuel
- (LA)  Storia dei principi di Savoia del ramo d'Acaia, signori del Piemonte, Volume 2

### Letteratura storiografica
- Romolo Caggese, Italia, 1313-1414, cap. VII, vol. VI (Declino dell'impero e del papato e sviluppo degli stati nazionali), Storia del Mondo Medievale, 1999, pp. 297–331.
- Paul Fournier, Il regno di Borgogna o d'Arles dal XI al XV secolo, cap. XI, vol. VII (L'autunno del medioevo e la nascita del mondo moderno), Storia del Mondo Medievale, 1999, pp. 383–410.
- (FR)  Histoire de Savoie, d'après les documents originaux,... par Victor... Flour de Saint-Genis. Tome 1
- (FR)  Histoire généalogique de la royale maison de Savoie, justifiée par titres, ..par Guichenon, Samuel
- (FR)  Histoire de la Maison de Savoie
- (FR)  Titres de la maison ducale de Bourbon
- (FR)  Histoire de Dauphiné, tome II
- (FR)  Histoire généalogique des ducs de Bourgogne de la maison de France.
- (EN)  The Latins in the Levant; a history of Frankish Greece (1204-1566)
- (ES)  Cronicas de los reyes Castilla: Cronica del rey don Pedro
- (IT)  Matrimoni della Real Casa di Savoia
- (IT)  Testamenti di sovrani e principi di Savoia
- Ducas, Historia turco-bizantina (1341-1462), a cura di Michele Puglia, Rimini, Il Cerchio, 2008, ISBN 88-8474-164-5.
- Alessandro Martinelli, L'azzurro italiano, in Vexilla Italica, n. 62, Torino, Centro Italiano Studi Vessillologici, febbraio 2006.
- Francesco Cognasso, AMEDEO VI, conte di Savoia, in Dizionario biografico degli italiani, vol. 2, Roma, Istituto dell'Enciclopedia Italiana, 1960. URL consultato il 25 agosto 2017.
- Maria Josè di Savoia, Amedeo VI Amedeo VII, prefazione di Benedetto Croce, Milano, Mondadori, 2001.

Approfondimenti
- Cesare Nani, Nuova edizione degli statuti del 1379 di Amedeo VI di Savoia, Torino, Fratelli Bocca, 1884.
- Francesco Cognasso, Il conte verde, 1334-1383, Torino, G. B. Paravia & C., 1926. URL consultato il 19 febbraio 2023. Ospitato su Internet Archive.